# 一碘化镓
一碘化镓是一种无机化合物，化学式为GaI，或写作Ga4I4。它是低价的镓化合物，是很多镓化合物的活泼中间体。卤化镓(I)首次由Schnöckel等人得到晶体结构。
它可由下法合成，并存在多种结构：
GaI可以形成一些簇合物。